# سیارک ۳۳۸۶۳
سیارک ۳۳۸۶۳ (به انگلیسی: 33863 Elfriederwin، نامگذاری:2000JH7) سی و سه هزار و هشتصد و شصت و سومین سیارک کشف شده‌است که در ۵ مه ۲۰۰۰ کشف شد.